# Arthur Paterson
Arthur Precious Paterson (Key Largo, Florida, Estados Unidos, 31 de enero de 1996) es un futbolista profesional estadounidense que actualmente juega como mediocampista en el Birmingham Legion en el USL Championship. Nacido en Estados Unidos, representa a la selección de fútbol de Granada.

## Carrera

### Universitario
Paterson pasó toda su carrera universitaria en la Universidad Estatal de Wright . Hizo un total de 76 apariciones para los Raiders y anotó 15 goles y 7 asistencias. Durante su último año en Wright State, fue nombrado; Primer equipo de USC All-Great Lakes Region, jugador del año de Horizon League, primer equipo All-Horizon League y primer equipo de OCSA All-State.
Mientras estaba en la universidad, Paterson jugó para el SW Florida Adrenaline de la Premier Development League durante la temporada 2016.

### Profesional
El 19 de enero de 2018, Paterson fue seleccionado en el puesto 42 en general en el SuperDraft de la MLS 2018 por el New York City FC. Sin embargo, no fue fichado por el club.
El 19 de febrero de 2018, firmó con el club Bethlehem Steel FC de la USL. Hizo su debut profesional el 24 de marzo de 2018, comenzando en una derrota por 2-0 contra Tampa Bay Rowdies.
Bethlehem Steel liberó a Paterson al final de la temporada 2018.
Paterson se unió al Charleston Battery del USL Championship el 8 de marzo de 2019.

### Selección nacional
En octubre de 2018, Paterson recibió su primera convocatoria internacional para la selección nacional de Granada antes del partido de clasificación de la Liga de Naciones de CONCACAF contra Cuba. Paterson es elegible para jugar con Granada por su padre. Paterson hizo su debut con Granada en una derrota por 1-0 en la Liga de Naciones de la Concacaf ante la selección de fútbol de Cuba el 12 de octubre de 2018.

### Goles internacionales
Las puntuaciones y los resultados enumeran el recuento de goles de Granada en primer lugar. 
| N.º | Fecha                   | Lugar                                              | Adversario   | Gol  | Resultado | Competencia                                           |
| --- | ----------------------- | -------------------------------------------------- | ------------ | ---- | --------- | ----------------------------------------------------- |
| 1.  | 16 de noviembre de 2018 | Estadio Atlético Kirani James, St. George, Granada | Saint-Martin | 4 –1 | 5–2       | Clasificación de la Liga de Naciones CONCACAF 2019-20 |
| 2.  | 16 de noviembre de 2018 | Estadio Atlético Kirani James, St. George, Granada | Saint-Martin | 5 –2 | 5–2       | Clasificación de la Liga de Naciones CONCACAF 2019-20 |
| 3.  | 24 de marzo de 2019     | Estadio Juan Ramón Loubriel, Bayamón, Puerto Rico  | Puerto Rico  | 2 –0 | 2-0       | Clasificación de la Liga de Naciones CONCACAF 2019-20 |
| 4.  | 8 de septiembre de 2019 | Estadio Isidoro Beaton, Belmopán, Belice           | Belice       | 1 –1 | 2–1       | 2019-20 CONCACAF Liga de Naciones B                   |

## Clubes
| Club                  | País           | Año           |
| --------------------- | -------------- | ------------- |
| SW Florida Adrenaline | Estados Unidos | 2016          |
| Bethlehem Steel       | Estados Unidos | 2018          |
| Charleston Battery    | Estados Unidos | 2019-2023     |
| Birmingham Legion     | Estados Unidos | 2024-presente |